# Nicov
Obec Nicov (německy Nitzau) leží na samém severozápadě okresu Prachatice v Jihočeském kraji. Žije zde 87 obyvatel.
Ve vzdálenosti 13 km jihovýchodně leží město Vimperk, 14 km severozápadně město Sušice, 26 km severovýchodně město Strakonice a 30 km východně město Prachatice.
Do území obce zasahuje ochranné pásmo hradu Kašperk.

## Části obce
- Nicov (katastrální území Nicov)
- Popelná (k. ú. Studenec u Stach)
- Řetenice (k. ú. Řetenice u Stach a Milov)
- Studenec (k. ú. Studenec u Stach)

Milov je též pátou základní sídelní jednotkou obce.

## Památky

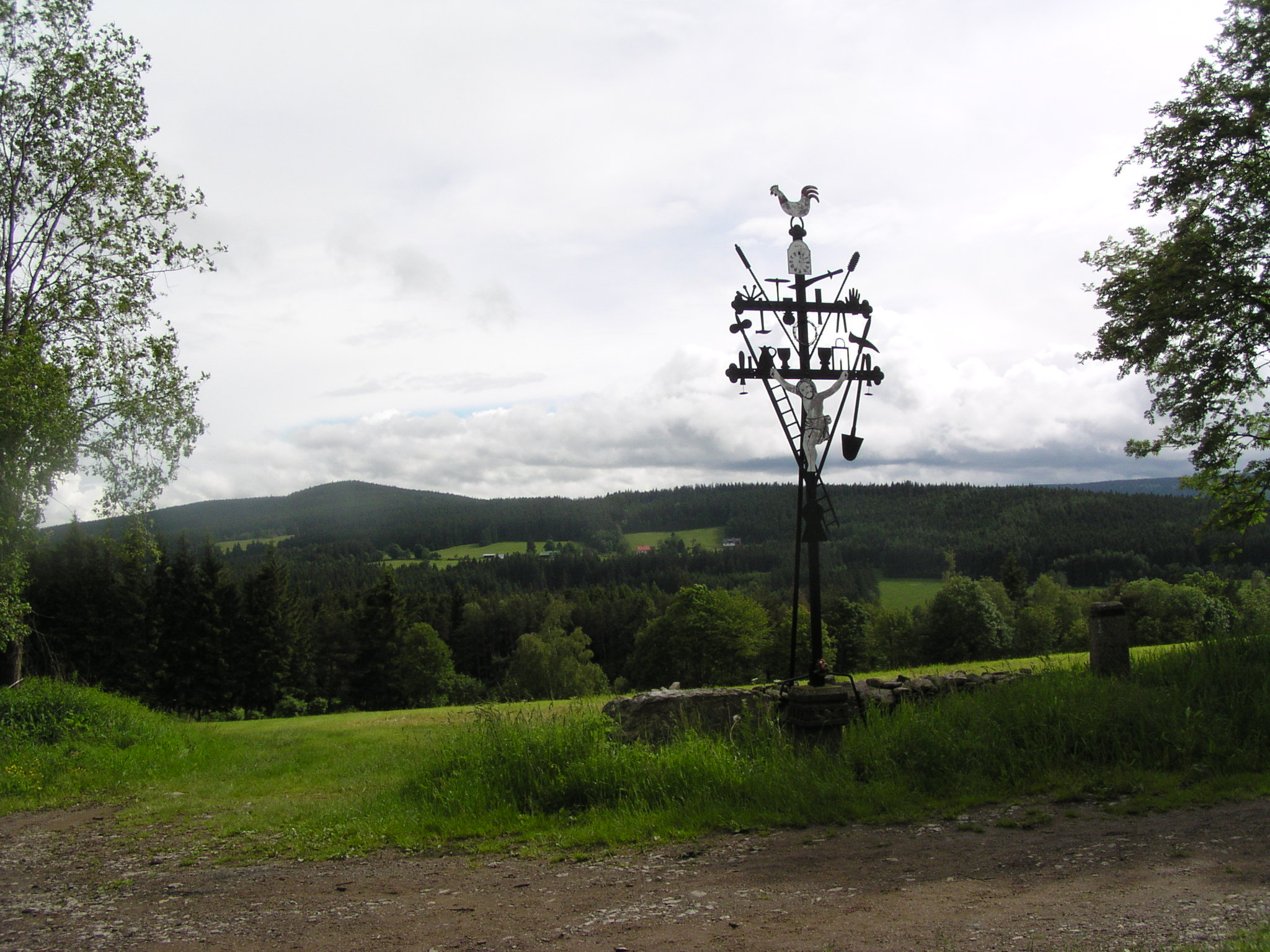
Kohoutí kříž u Nicova

- Románský kostel svatého Martina má barokní podobu pocházející převážně ze 17. a 18. století[5] Ve 2. polovině 19. století tu působil kněz Johann Jungbauer.[6]
- Fara
- Údolí Zlatého potoka pod Řetenicemi chrání přírodní rezervace Amálino údolí.
- Na vrchu nad osadou Popelná se nalézají pozůstatky opevněného areálu Obří hrad z doby halštatské, nejvýše položeného (971 m n. m.) pravěkého hradiště v Čechách. Tato lokalita, s kamennými moři na svazích, spadajících do údolí říčky Losenice, je též chráněna v rámci přírodní památky Obří zámek.
- Kohoutí kříž u Nicova